# 청주내곡초등학교
청주내곡초등학교(淸州內谷初等學校)는 대한민국 충청북도 청주시 흥덕구에 있는 공립 초등학교이다.

## 학교 연혁
- 1940. 03. 15 강서공립국민학교 부설 내곡간이학교로 설립
- 1943. 03. 25 개교
- 1945. 03. 31 초대교장 박희창 취임
- 1977. 06. 16 내곡국민학교 교가 제정
- 1983. 02. 25 행정구역 변경으로 청주시 편입
- 1996. 03. 01 내곡초등학교로 교명 개명
- 2000. 10. 10 인터넷 전용선 개통 및 학교장 구축
- 2007. 09. 20 현관리모델링('내곡초 100주년을 기리며' 역사관)
- 2008. 03. 02 사랑도움반(특수학급)신설
- 2009. 12. 16 내곡도서관(지혜의 샘터) 리모델링
- 2010. 04. 03 돌봄교실 구축
- 2010. 05. 31 ICT 첨단 교실 구축 및 유치원 실외 놀이시설
- 2010. 04. 30 급식소 현대화 사업
- 2010. 07. 30 체육기구 재설치
- 2010. 09. 01 영어교실 구축 및 원격 화상 영어 실시
- 2011. 01. 07 학력우수학교 표창장 수상
- 2011. 03. 14 운동장 수도 시설 설치
- 2011. 06. 20 학교 통학버스 차량 지원
- 2011. 07. 15 장애인 편의 시설 설치
- 2011. 08. 24 운동장 사회체육시설
- 2012. 09. 13 과학실 현대화 사업
- 2014. 03. 01 충청북도교육청 지정 에너지 절약 시범학교
- 2015. 02. 16 67회 졸업식(졸업생 수 10명 총 6,436명)
- 2015. 03. 01 제32대 박순권 교장 취임
- 2019. 03. 01 청주내곡초등학교로 변경 및 현 위치로 이전

## 참고 자료
- 청주내곡초등학교 - 한국교육학술정보원 학교알리미